# Cynoglossus kopsii
Cynoglossus kopsii es una especie de pez de la familia Cynoglossidae en el orden de los Pleuronectiformes.

## Distribución geográfica
Se encuentran desde las  costas del Golfo Pérsico hasta Taiwán.